# Assaria
Assaria es una ciudad ubicada en el condado de Saline en el estado estadounidense de Kansas. En el año 2010 tenía una población de 413 habitantes y una densidad poblacional de 197,05 personas por km².

## Geografía
Assaria se encuentra ubicada en las coordenadas 38°40′49″N 97°36′15″O / 38.68028, -97.60417 (38.680374, -97.604029).

## Demografía
Según la Oficina del Censo en 2000 los ingresos medios por hogar en la localidad eran de $44,792 y los ingresos medios por familia eran $45,833. Los hombres tenían unos ingresos medios de $34,063 frente a los $24,375 para las mujeres. La renta per cápita para la localidad era de $19,381. Alrededor del 1.9% de la población estaban por debajo del umbral de pobreza.